# Petrorossia cognata
Petrorossia cognata är en tvåvingeart som först beskrevs av Walker 1849.  Petrorossia cognata ingår i släktet Petrorossia och familjen svävflugor. Inga underarter finns listade i Catalogue of Life.